# Bunuri mobile din domeniul carte veche și manuscris clasate în patrimoniul cultural național al României aflate în județul Brașov
Acestă listă conține bunurile mobile din domeniul carte veche și manuscris clasate în Patrimoniul cultural național al României aflate la momentul clasării în județul Brașov.

## Tezaur
| Foto | Informații generale | Detalii tehnice | Descriere | Deținător                                     | Legături |
| ---- | --- | --- | --- | --------------------------------------------- | -------- |
|      | Portraits of illustrious personages of Great Britain Autor: Edmond Lodge | Datare: 1835 Școală: Editura Harding and Lepard Dimensiuni: (27,7 x 19 cm) Material: hârtie specifică fără filigran | | Castelul Bran, Bran                           | Cimec    |
|      | St. Lucia: historical, statistical and descriptive Autor: Henry H. Breen | Datare: 1844 Școală: Editura Longman, Green and Longmans; tipărită de Geo. Peirce Dimensiuni: (21,5 x 13 cm) Material: hârtie specifică fără filigran | | Castelul Bran, Bran                           | Cimec    |
|      | Lays of the scottish cavaliers and other poems Autor: William Edmondstoune Aytoun | Datare: MDCCCLXM [1863] Școală: Editura Willian Blackwood and sons; tipar R & R Clark, Edinburgh Dimensiuni: (25 X 19 cm) Material: hârtie specifică fără filigran | | Castelul Bran, Bran                           | Cimec    |
|      | Opera quaedam: Catalogum operum indicabit proxima pagella Autor: IOSEPHUS, Flavius; TYRANNIUS, Rufinus, ERASMUS ROTTERDAMUS, Desiderius (traducători) | Datare: MDXXIIII [1524] Școală: Apud Io. Frobenium Dimensiuni: in quatro; (31x23 cm) Material: Hârtie cu filigran | Flavii Iosephi, patria Hierosoly/mitani, religione Iudaei, inter Graecos historiographos, cum/ primis facundi opera quaedam Ruffino presby/tero interprete, in quibus post ultimam aliorum/ aeditionem, loca nec pauca, nec omnimo le/vis momenti ex vetustissimorum co/dicum collatione restituta/ comperies lector/. Catalogul operum indicabit proxima pagella/Basilaea apud. Io. Frobenium/Ano MDXXIIII/Mense Septembri. | Biblioteca Județeană „George Barițiu”, Brașov | Cimec    |
|      | Preceptorium Nider : hoc est opus preclarissimum eximij sacre theologie professoris fratris Ioannis Nider ordinis predicatorum : in expositionem preceptorum Decalogi : diligentissime nunc tandem cum originalibus collatum ut recognitum ac multis locis ters Autor: NIDER, JOHANN (autor); BOCARD, ANDRE (editor); GERING, ULRIC; PETIT, JEAN (tipograf) | Datare: 1507 Școală: Venundatur Parrhisiis : ab Udalrico Gering in sole Aureo vici Sorbornici : et ab Ioanne Paruo : sub Leone argenteo in via diui Iacobi (Exaratumque Parisiis : per magistrum Andream bocard, VI Idus, Maij 1507) Dimensiuni: in octavo; (20 cm) Material: Hârtie cu filigran | Preceptorium Nider/hoc est opus preclarissimum eximij sacre theo/logie professoris fratris Ioannis Nider ordi/nis predicatorum : in expositionem preceptorum/Decalogi : diligentissime nunc tandem cum ori/ginalibus collatum ut recognitum ac multis lo/cis tersum et emendatum/Venundantur Parrhisijs ab Udalrico Gering/n sole Aureo vici Sorbonici: & ab Ioanne Par/uo sub Leone argenteo in via diui Iacobi. | Biblioteca Județeană „George Barițiu”, Brașov | Cimec    |
|      | [Tripartitum opus iuris consuetudinarii inclyti regni Hungariae] Autor: WERBÖCZI, Stephanus | Datare: MDXVII [1517] Școală: Per Ioannem Singrenium Dimensiuni: in quatro; (25 cm) Material: Hârtie cu filigran | Lipsă pagina de titlu. | Biblioteca Județeană „George Barițiu”, Brașov | Cimec    |
|      | Valerii Maximi Dictorum et factorum memorabilium libri nouem Autor: VALERIUS, MAXIMUS; ALDUS MANUTIUS (editor și tipograf) | Datare: MDII [1502] Școală: In aedibus Aldi Romani Dimensiuni: in octavo; (17x11 cm) Material: Hârtie cu filigran | Valerii Maximi Dicto/rum et factorum/memorabilium/libri no/uem. | Biblioteca Județeană „George Barițiu”, Brașov | Cimec    |
|      | [Octoih mic] | Datare: sfârșitul secolului al XVI-lea Dimensiuni: 19x14 cm Material: Hârtie cu filigran | | Biblioteca Județeană „George Barițiu”, Brașov | Cimec    |
|      | Epistolae D. Erasmi Roterodami ad diuersos et aliquot aliorum ad illum, per amicos eruditos ex ingentibus fasciculis Schedarum collectae Autor: ERASMUS ROTTERDAMUS, Desiderius | Datare: MDXXI [1521] Școală: Apud Io. Frobenium an. Dimensiuni: in quatro; (30 cm) Material: Hârtie | Epistolae/D. Erasmi Roteroda/mi ad diuersos, & aliquot alio/rum ad illum, per amicos eru/ditos, ex ingentibus fa/sciculis schedarum/collectae/Basileae apud Io./Frobenium an./MDXXI pridie/cal. Septembris. | Biblioteca Județeană „George Barițiu”, Brașov | Cimec    |
|      | Ploutarchou Parallela en biois Ellenon te kai Romaion = Plutarchi quae vocantur Parallela: hoc est, uitae illustrium uirorum graeci nominis ac latini, prout quaeque alteri conuenire uidebatur, accuratius quam antehac unquam digestae Autor: PLUTARCHUS din CHERONEEA; GRINAEUS, Simon (editor și prefațator)                                            | Datare: MDXXXIII (1533) Școală: (En Basileia tēs germanias : para andrea tou cratandro kai iōannou tou Bebelio) Dimensiuni: in folio; (32 cm) Material: hârtie cu filigran | Ploutarchou/Parallela en biois Elle/non te kai Romaion/ = Plutarchi quae vocantur Paral/lela: hoc est, uitae illustrium uirorum graeci nominis ac/ latini, prout quaeque alteri conuenire uide/batur, accuratius quam antehac/ unquam digestae/Basileae/MDXXXIII. | Biblioteca Județeană „George Barițiu”, Brașov | Cimec    |
|      | Florilegium diuersorum epigrammatum in septem libros. Solerti nuper repurgatum cura. Anthologia diaphorōn epigrammatōn... Autor: [PLANUDES - antologator]; [LASCARIS, Ioannes - editor al ediției princeps din 1494] | Datare: Mense Ianuario MDXXI (1521) Școală: in aedibus Aldi, et Andreae Soceri Dimensiuni: in octavo; (17 cm) Material: Hârtie cu filigran | Florilegium diverso/rum epigramma/tum in septem/libros/Solerti nuper repurgatum cura MDXXI/Anthologia diaphorōn epi/grammatōn stohaeois sotethe menon sofois epi diafo/rois upothesesin ermineias exonton epideixin kai/ pragmaton e genomenon e os genomenon/afigisin diaireitai d eis epta tmi/mata to vivlion kai tau/ta eis kefalaia kata/stoiheion diek/tethetai/Nunc exit castigatius, quam alias unquam, pristinis elustratum/ erroribus, multisque adauctum adiectis epigrammatibus.                                                                                            | Biblioteca Județeană „George Barițiu”, Brașov | Cimec    |
|      | The Lady Of The Lake Autor: SCOTT, WALTER SIR | Datare: 1853 Școală: editor: Adam and Charles Black, North Bridge; tipograf: R. V. R. Clark Dimensiuni: (21 x 14 cm) Material: hârtie specifică fără filigran | | Muzeul Național Bran, Brașov                  | Cimec    |
|      | Ambrian Plutarch: Memoirs Of Some Of The Most Eminent Welshmen, From The Earliest Times To The Present Autor: PARRY, JOHN H | Datare: 1834 Școală: tipografi: W. SIMPKIN și MARSHALL Dimensiuni: (22 x 14 cm) Material: hârtie specifică fără filigran | | Muzeul Național Bran, Brașov                  | Cimec    |
|      | Solange de croix– ST – LUC Autor: Delpit, Albert | Datare: 1885 Școală: Imprimerie de J. Claye, A. editor: Paul Ollendorff, 28 bis, rue de Richelieu; tipograf: Georges Chame Rot, rue des Saint – Pères, 19 Dimensiuni: (18 x 11,5 cm) Material: hârtie specifică fără filigran                                                                    | | Muzeul Național Bran, Brașov                  | Cimec    |
|      | Wanderings And Excursions In South Wales, With The Scenery Of The River Wye Autor: ROSCOE, THOMAS | Datare: 1854 Școală: editor: Henry G. Bohn, York Street, Covent Garden; tipărit: de Cocs and Wyman. Great Queen Street Dimensiuni: (21 x 14 cm) Material: hârtie specifică fără filigran | | Muzeul Național Bran, Brașov                  | Cimec    |
|      | Letters From High Latitudes; Being Some Account Of A Voyage In The Schooner Yacht „Foam”, 85 O. M. To Iceland, Jan Mayer, & Spitzbergen In 1856 Autor: Dufferin, Lord | Datare: 1857 Școală: editor: John Murray, Albemarle Street, W Dimensiuni: (20,5 x 14 cm) Material: hârtie specifică fără filigran | | Muzeul Național Bran, Brașov                  | Cimec    |
|      | The Kafirs Of Natal And The Zulu Country Autor: SHOOTER, JOSEPH REVERENT | Datare: 1857 Școală: editor: Henry G. Bohn, York Street, Covent Garden; tipărit: de Cocs and Wyman. Great Queen Street Dimensiuni: (22,5 x 14 cm) Material: hârtie specifică fără filigran | | Muzeul Național Bran, Brașov                  | Cimec    |
|      | Das leben des meeres Autor: Hartwig, George, Dr. | Datare: 1859 Școală: editor: Meidinger Sohn & Comp Dimensiuni: (23,5 x 15 cm) Material: hârtie specifică fără filigran | | Muzeul Național Bran, Brașov                  | Cimec    |
|      | Inventaires de la Royne Descosse Dovairiere de France. Catalogues Of The Jewels, Dresses, Furniture, Books And Paintings Of Mary Queen Of Scots. 1556 – 1569. | Datare: 1863 Dimensiuni: (27 x 22 cm) Material: hârtie cu filigran | | Muzeul Național Bran, Brașov                  | Cimec    |
|      | His Royal Highness The Duke Of Edinburgh In The Oudh And Nepal Forests. A Letter From India Autor: H. R. H. THE DUKE OF EDINBURGH | Datare: 1870 Școală: tipărit de Ballantyne and Company Dimensiuni: (22,5 x 14,5 cm) Material: hârtie specifică fără filigran | | Muzeul Național Bran, Brașov                  | Cimec    |
|      | The History Of Prussia: From The Earliest Times To The Present Day Autor: Captain W. J. Wyatt | Datare: 1876 Școală: editor: Longmans, Green and Co. Dimensiuni: (22 x 46 cm) Material: hârtie specifică fără filigran | | Muzeul Național Bran, Brașov                  | Cimec    |
|      | The History Of Prussia: From The Earliest Times To The Present Day Autor: Captain W. J. Wyatt | Datare: 1876 Școală: editor: Longmans, Green and Co. Dimensiuni: (22 x 46 cm) Material: hârtie specifică fără filigran | | Muzeul Național Bran, Brașov                  | Cimec    |
|      | Les instruments a archet Autor: Vidal, Antoine | Datare: 1876 Școală: Imprimerie de J. Claye, rue Saint - Benoit Dimensiuni: (26,5 x 22 cm) Material: hârtie specifică fără filigran | | Muzeul Național Bran, Brașov                  | Cimec    |
|      | Les instruments a archet Autor: Vidal, Antoine | Datare: 1876 Școală: Imprimerie de J. Claye, rue Saint - Benoit Dimensiuni: (26,5 x 22 cm) Material: hârtie specifică fără filigran | | Muzeul Național Bran, Brașov                  | Cimec    |
|      | Royal Edinburgh. Her Saints, Kings, Prophets And Poets Autor: OLIPHANT, MRS | Datare: 1890 Școală: Macmillan and Co Dimensiuni: (23 x 16 cm) Material: hârtie specifică fără filigran | | Muzeul Național Bran, Brașov                  | Cimec    |
|      | The Letters Of Queen Victoria. A Selection From Her Majesty`S Correspondence Between The Years 1837 And 1861 Autor: ARTHUR CHRISTOPHER BENSON și VISCOUNT ESHER - editor | Datare: 1907 Școală: John Murray, Albemarle Street, W Dimensiuni: (23 x 16 cm) Material: hârtie specifică fără filigran | | Muzeul Național Bran, Brașov                  | Cimec    |
|      | The Letters Of Queen Victoria. A Selection From Her Majesty`S Correspondence Between The Years 1837 And 1861 Autor: ARTHUR CHRISTOPHER BENSON și VISCOUNT ESHER - editor | Datare: 1907 Școală: John Murray, Albemarle Street, W Dimensiuni: (23 x 16 cm) Material: hârtie specifică fără filigran | | Muzeul Național Bran, Brașov                  | Cimec    |
|      | The Letters Of Queen Victoria. A Selection From Her Majesty`S Correspondence Between The Years 1837 And 1861 Autor: ARTHUR CHRISTOPHER BENSON și VISCOUNT ESHER - editor | Datare: 1907 Școală: John Murray, Albemarle Street, W Dimensiuni: (23 x 16 cm) Material: hârtie specifică fără filigran | | Muzeul Național Bran, Brașov                  | Cimec    |
|      | The Girlhood Of Queen Victoria. A Selection From Her Majesty’s Diaries Between The Years 1832 And 1840 Autor: Viscount Esher, editor | Datare: 1912 Școală: editor: John Murray, Albemarle Street, W Dimensiuni: (23 x 16 cm) Material: hârtie specifică fără filigran | | Muzeul Național Bran, Brașov                  | Cimec    |
|      | The Girlhood Of Queen Victoria. A Selection From Her Majesty’s Diaries Between The Years 1832 And 1840 Autor: Viscount Esher, editor | Datare: 1912 Școală: editor: John Murray, Albemarle Street, W Dimensiuni: (23 x 16 cm) Material: hârtie specifică fără filigran | | Muzeul Național Bran, Brașov                  | Cimec    |
|      | A selection from the public and private correspondence of vceamiral Lord Collingwood Autor: G.L. Newnham Collingwood | Datare: 1837 Școală: James Ridgway and sons, Piccadilly Dimensiuni: (18,5 x 11 cm) Material: hârtie specifică fără filigran | | Muzeul Național Bran, Brașov                  | Cimec    |
|      | Marmion, a tale of Flodden Field Autor: Scott, Walter | Datare: MDCCLV (1855) Școală: Adam and Charles Black, North Brige Dimensiuni: (21 x 14 cm) Material: hârtie specifică fără filigran | | Muzeul Național Bran, Brașov                  | Cimec    |
|      | The popular history of England; an illustrated historry of society and Government from the earliest period to our own times Autor: Charles Knight | Datare: 1856 Școală: Bradbury and Evans, 11 Bouverie Street Dimensiuni: (23 x 16 cm) Material: hârtie obișnuită | | Muzeul Național Bran, Brașov                  | Cimec    |
|      | The neglected question Autor: B. Markewitch, autor; Prințesa Ouroussoff traducător | Datare: 1875 Școală: Henry S. King & Co., 65 Cornhill & 12 Paternoster Row. Dimensiuni: (19 x 13 cm) Material: hârtie specifică fără filigram | | Muzeul Național Bran, Brașov                  | Cimec    |
|      | The life of his Highness the Prince Consort Autor: Martin, Theodore | Datare: 1875 Școală: Smith, Elder, & CO., 15 Waterloo Place Dimensiuni: (23 x 15 cm) Material: hârtie specifică fără filigram | | Muzeul Național Bran, Brașov                  | Cimec    |
|      | L`homme a l`oreille cassee Autor: About, Edmond | Datare: 1885 Școală: Librairie Hachette C-ie, 79, Boulevard Saint-Germain, 79 Dimensiuni: (27 x 18 cm) Material: hârtie specifică fărp filigram | | Muzeul Național Bran, Brașov                  | Cimec    |
|      | EDINBURGH AND ITS STORY Autor: OLIPHANT SMEATON | Datare: 1904 Școală: J.M. Dent & Co; The Macmillan Co. Dimensiuni: (23,5 x 17,5 cm) Material: hârtie specifică fărp filigram | | Muzeul Național Bran, Brașov                  | Cimec    |
|      | A selection from the public and private correspondence of vceamiral Lord Collingwood Autor: G.L. Newnham Collingwood | Datare: 1837 Școală: James Ridgway and sons, Piccadilly Dimensiuni: (18,5 x 11 cm) | | Muzeul Național Bran, Brașov                  | Cimec    |
|      | The popular history of England; an illustrated historry of society and Government from the earliest period to our own times Autor: Charles Knight | Datare: 1857 Școală: Bradbury and Evans, 11 Bouverie Street Dimensiuni: (23 x 16 cm) Material: hârtie obișnuită | | Muzeul Național Bran, Brașov                  | Cimec    |
|      | The popular history of England; an illustrated historry of society and Government from the earliest period to our own times Autor: Charles Knight | Datare: 1857 Școală: Bradbury and Evans, 11 Bouverie Street Dimensiuni: (23 x 16 cm) Material: hârtie obișnuită | | Muzeul Național Bran, Brașov                  | Cimec    |
|      | The popular history of England; an illustrated historry of society and Government from the earliest period to our own times Autor: Charles Knight | Datare: 1858 Școală: Bradbury and Evans, 11 Bouverie Street Dimensiuni: (23 x 16 cm) Material: hârtie obișnuită | | Muzeul Național Bran, Brașov                  | Cimec    |
|      | The popular history of England; an illustrated historry of society and Government from the earliest period to our own times Autor: Charles Knight | Datare: 1859 Școală: Bradbury and Evans, 11 Bouverie Street Dimensiuni: (23 x16 cm) Material: hârtie obișnuită | | Muzeul Național Bran, Brașov                  | Cimec    |
|      | The popular history of England; an illustrated historry of society and Government from the earliest period to our own times Autor: Charles Knight | Datare: 1860 Școală: Bradbury and Evans, 11 Bouverie Street Material: hârtie obișnuită | | Muzeul Național Bran, Brașov                  | Cimec    |
|      | The popular history of England; an illustrated historry of society and Government from the earliest period to our own times Autor: Charles Knight | Datare: 1861 Școală: Bradbury and Evans, 11 Bouverie Street Dimensiuni: (23 x 16 cm) Material: hârtie obișnuită | | Muzeul Național Bran, Brașov                  | Cimec    |
|      | The popular history of England; an illustrated historry of society and Government from the earliest period to our own times Autor: Charles Knight | Datare: 1862 Școală: Bradbury and Evans, 11 Bouverie Street Dimensiuni: 923 x 16 cm) Material: hârtie obișnuită | | Muzeul Național Bran, Brașov                  | Cimec    |
|      | The neglected question Autor: B. Markewitch, autor; Prințesa Ouroussoff traducător | Datare: 1875 Școală: Henry S. King & Co., 65 Cornhill & 12 Paternoster Row. Dimensiuni: (19 x 13 cm) Material: hârtie specifică fără filigram | | Muzeul Național Bran, Brașov                  | Cimec    |
|      | The life of his Highness the Prince Consort Autor: Martin, Theodore | Datare: 1876 Școală: Smith, Elder, & CO., 15 Waterloo Place Dimensiuni: (23 x 15 cm) Material: hârtie specifică fără filigram | | Muzeul Național Bran, Brașov                  | Cimec    |
|      | The life of his Highness the Prince Consort Autor: Martin, Theodore | Datare: 1877 Școală: Smith, Elder, & CO., 15 Waterloo Place Dimensiuni: (23 x 15 cm) Material: hârtie specifică fără filigram | | Muzeul Național Bran, Brașov                  | Cimec    |
|      | The life of his Highness the Prince Consort Autor: Martin, Theodore | Datare: 1879 Școală: Smith, Elder, & CO., 15 Waterloo Place Dimensiuni: (23 x 15 cm) Material: hârtie specifică fără filigram | | Muzeul Național Bran, Brașov                  | Cimec    |
|      | The life of his Highness the Prince Consort Autor: Martin, Theodore | Datare: 1880 Școală: Smith, Elder, & CO., 15 Waterloo Place Dimensiuni: (23 x 15 cm) Material: hârtie specifică fără filigram | | Muzeul Național Bran, Brașov                  | Cimec    |
|      | The works of Shakespeare Autor: Charles Knight | Datare: [1843] Școală: Virtue & Co., Limited, 294, City Road Dimensiuni: (38 x 28 cm) Material: hârtie specifică fără filigran | | Muzeul Național Bran, Brașov                  | Cimec    |
|      | The works of Shakespeare Autor: Charles Knight | Datare: [1843] Școală: Virtue & Co., Limited, 294, City Road Dimensiuni: (38 x 28 cm) Material: hârtie specifică fără filigran | | Muzeul Național Bran, Brașov                  | Cimec    |
|      | Mémoires du Comte de Gramont Autor: Hamilton, Antoine | Datare: [1849] Școală: Garnier Frères, Libraires – Editeur Dimensiuni: (18 x 11 cm) Material: hârtie specifică fără filigran | | Muzeul Național Bran, Brașov                  | Cimec    |
|      | The Seasons by James Thomson with Engraved illustrations, from design drawn on wood Autor: Thomson, James | Datare: 1852 Școală: Longman, Brown, Green, and Longmans Dimensiuni: (20,5 x 15 cm) Material: hârtie specifică fără filigran | The Seasons by James Thomson with Engraved illustrations, from design drawn on wood. | Muzeul Național Bran, Brașov                  | Cimec    |
|      | The campaign in the Crimea. An historical sketch Autor: Brackenbury, George | Datare: 1855 Școală: Paul and Dominic Colnaghi and Co, Pall Mall East Dimensiuni: (25,5 x 17,5 cm) Material: hârtie specifică fără filigran | The campaign in the Crimea. An historical sketch. | Muzeul Național Bran, Brașov                  | Cimec    |
|      | Principal speeches and addresses of his royal highness the prince consort, with an introduction, giving some outlines of his character Autor: Albert, prinț consort, soțul reginei Victoria a Marii Britanii (1819 - 1861) | Datare: 1862 Școală: John Murray, Albemarle Street Dimensiuni: (23 x 15 cm) Material: hârtie specifică fără filigran | | Muzeul Național Bran, Brașov                  | Cimec    |
|      | Dramatic illustrations of ancient history Autor: Capper, Richard | Datare: 1868 Școală: Clarson, Massina & Co, Printers & Publishers, 72 Littie Collins Street East, Sydney Firm: Gibbs, Shallard, & Co Dimensiuni: (18 x 11 cm) Material: hârtie specifică fără filigran                                                                                           | Dramatic illustrations of ancient history; arranged for representation of the stage, with ull directions for scenery, decorations, exits, entrances. | Muzeul Național Bran, Brașov                  | Cimec    |
|      | Sport and war or recollections of fighting and hunting in South Africa from the year 1834 to 1867 with a narrative of h. r. h. the Duke of Edinburgh’s visit to the cape Autor: Bisset, C. B. | Datare: 1875 Școală: John Murray, Albemarle Street Dimensiuni: (21 x 14 cm) Material: hârtie specifică fără filigran | Sport and war or recollections of fighting and hunting in South Africa from the year 1834 to 1867 with a narrative of h. r. h. the Duke of Edinburgh’s visit to the cape. | Muzeul Național Bran, Brașov                  | Cimec    |
|      | The history of Maidstone by J. M. Russel. with illustrations Autor: J.M. Russel | Datare: 1881 Școală: William S. Vivisn 28, King Street; Frederick bunyaerd, 29, Week Street. London: Simpkin, Marshall & Co. Dimensiuni: (22 x 15 cm) Material: hârtie specifică fără filigran                                                                                                   | The history of Maidstone by J. M. Russel. with illustrations. | Muzeul Național Bran, Brașov                  | Cimec    |
|      | Life of William Ellis (fonder of the birkbeck schools) Autor: Kell Blyth, Edmund | Datare: 1889 Școală: Kegan Paul, Trech & Co, I Paternoster Square Dimensiuni: (21,5 x 14,5 cm) Material: hârtie specifică fără filigran | | Muzeul Național Bran, Brașov                  | Cimec    |
|      | Picturesque scotlandin lay and legend, song and story Autor: Watt, Franes | Datare: 1889 Școală: Frederick Warne and Co Dimensiuni: (25 x 17 cm) Material: hârtie specifică fără filigran | | Muzeul Național Bran, Brașov                  | Cimec    |
|      | Royal Edinburgh. Her saints, kings, prophets and poets Autor: Oliphant, Mrs. | Datare: 1890 Școală: Macmillan and Co. and New York Dimensiuni: (23,5 x 17 cm) Material: hârtie specifică fără filigran | | Muzeul Național Bran, Brașov                  | Cimec    |
|      | Din poeziile lui Andrei Mureșanu Autor: Mureșanu, Andrei | Datare: 1862 Dimensiuni: 18 cm x 12 cm Material: hârtie | Volum de poezii intitulat "Din peziile lui Andrei Mureșanu", tipărit la Brașov în Tipografia lui Johann Gott, în anul 1862. Este scris cu caractere chirilice și latine, conține un nr. de 224 pagini. Volum legat în copertă de carton, cotor din piele. Pe cotor este inscripționat cu litere aurii: "Din Pevsiele A.liu Muresian N-M" (sic) . În acest volum la paginile 60-62 este publicată integral poezia "Un Răsunet", devenit Imnul Național al României, "Deșteaptă-te Române". Pe ultima filă există un înscris cu cerneală mov din 14 martie și o semnătură indescifrabilă. | Muzeul „Casa Mureșenilor”, Brașov             | Cimec    |
|      | Gazeta de Transilvania - primul număr Autor: Barițiu, George (redactor) | Datare: 1838 martie 12 Dimensiuni: 39,5 cm x 25,5 cm Material: hârtie manuală | | Muzeul „Casa Mureșenilor”, Brașov             | Cimec    |
|      | Dicționar maghiar-român, sec. XIX Autor: Barițiu, George | Datare: mij. sec. XIX Dimensiuni: 23,5cm x 16,5 cm x 3,5 cm Material: hârtie | | Muzeul „Casa Mureșenilor”, Brașov             | Cimec    |

## Fond
| Foto | Informații generale | Detalii tehnice | Descriere           | Deținător                    | Legături |
| ---- | --- | --- | ------------------- | ---------------------------- | -------- |
|      | The Gates Ajar Autor: Elizabeth Stuart Phelps | Datare: 1868 Școală: Editura Routledge and Sons; tipărită de Wiliam Clowes and Sons Dimensiuni: (18 x 12 cm) Material: hârtie specifică fără filigran   |                     | Castelul Bran, Bran          | Cimec    |
|      | Ballads and Sonnets Autor: Dante Gabriel Rossetti | Datare: 1882 Școală: Bernhard Tauchnitz Dimensiuni: (17 x 12 cm) Material: hârtie specifică fără filigran                                               |                     | Castelul Bran, Bran          | Cimec    |
|      | Histoire d'un Peau-Rouge (Hiawata) Autor: Henry Longfellow                                                                                                 | Datare: 1919 Școală: Nelson, Editeurs Dimensiuni: (25 x 19 cm) Material: hârtie specifică fără filigran                                                 |                     | Castelul Bran, Bran          | Cimec    |
|      | Gânduri sănătoase Autor: Mircea Suciu-Sibianu | Datare: 1929 Școală: Atelierele Grafice Răsăritul Dimensiuni: (18 x 12 cm) Material: hârtie specifică fără filigran                                     |                     | Castelul Bran, Bran          | Cimec    |
|      | The keramic gallery Autor: Chaffers, William | Datare: 1872 Școală: Chapman & Hall, 193, Piccadilly Dimensiuni: (25,5 x 17 cm) Material: hârtie specifică fărp filigram                                |                     | Muzeul Național Bran, Brașov | Cimec    |
|      | The works of Charles Kingsley. Alton Locke, tailor and poet. An autobiography Autor: Charles Kingsley                                                      | Datare: 1885 Școală: Macmillan and Co. Dimensiuni: (19 x 13 cm) Material: hârtie specifică fărp filigram                                                |                     | Muzeul Național Bran, Brașov | Cimec    |
|      | The works of Charles Kingsley. Westward ho! Autor: Charles Kingsley                                                                                        | Datare: 1884 Școală: Macmillan and Co. Dimensiuni: (19 x 13 cm) Material: hârtie specifică fărp filigram                                                |                     | Muzeul Național Bran, Brașov | Cimec    |
|      | The works of Charles Kingsley. Two years ago Autor: Charles Kingsley                                                                                       | Datare: 1884 Școală: Macmillan and Co. Dimensiuni: (19 x 13 cm) Material: hârtie specifică fărp filigram                                                |                     | Muzeul Național Bran, Brașov | Cimec    |
|      | Poémes et récits Autor: Coppée, François | Datare: [f.a.] Școală: ALPHONSE LEMERRE, ÉDITEUR, 23 – 31, PASSAGE CHOISEUL, 23 – 31. Dimensiuni: (25 x 17 cm) Material: hârtie specifică fără filigran |                     | Muzeul Național Bran, Brașov | Cimec    |
|      | Memoirs of Owen Glendower Autor: Thomas, Thomas | Datare: 1822 Școală: Joseph Potter Dimensiuni: (22 x 14 cm) Material: hârtie specifică fără filigran                                                    |                     | Muzeul Național Bran, Brașov | Cimec    |
|      | Memoirs of Owen Glendower Autor: Osler, Edward | Datare: 1835 Școală: Smithe, Elder and Co, Cornhill Dimensiuni: (21 x 14 cm) Material: hârtie specifică fără filigran                                   |                     | Muzeul Național Bran, Brașov | Cimec    |
|      | A book of favourite modern ballads | Datare: 1860 Școală: Smithe, Elder and Co, Cornhill Dimensiuni: (25 x 19 cm) Material: hârtie specifică fără filigran                                   |                     | Muzeul Național Bran, Brașov | Cimec    |
|      | Krilof and his fables Autor: R. S. Kalston, M. A. of the British Museum                                                                                    | Datare: 1871 Școală: Smithe, Elder and Co, Cornhill Dimensiuni: (19 x 13 cm) Material: hârtie specifică fără filigran                                   |                     | Muzeul Național Bran, Brașov | Cimec    |
|      | Poems Autor: Rossetti, Dante Gabriel | Datare: 1873 Școală: Bernhard Tauchnitz Dimensiuni: (17 x 12 cm) Material: hârtie specifică fără filigran                                               |                     | Muzeul Național Bran, Brașov | Cimec    |
|      | Ballads and sonets Autor: Rossetti, Dante Gabriel | Datare: 1882 Școală: Bernhard Tauchnitz Dimensiuni: (17 x 12 cm) Material: hârtie specifică fără filigran                                               | Ballads and sonets. | Muzeul Național Bran, Brașov | Cimec    |
|      | The táj-ul ikbál tárikh Bbhopal, or the history of Bhopal Autor: H.H. The Nawab Shahjahan, Begam of Bhopal; traducător: H.C. Barstow, Bengal civil service | Datare: 1876 Școală: Thacker, Spink and Co Dimensiuni: (21,5 x 14 cm) Material: hârtie specifică fără filigran                                          |                     | Muzeul Național Bran, Brașov | Cimec    |
|      | Geschichte der bildenden künste Autor: E. Ribbch | Datare: 1848 Școală: Verlag von Friedberg & Mode Dimensiuni: (25,5 X 18 cm) Material: hârtie specifică fără filigran                                    |                     | Muzeul Național Bran, Brașov | Cimec    |